# Wolfersdorf (Haut-Rhin)
Wolfersdorf ist eine französische Gemeinde mit 356 Einwohnern (Stand 1. Januar 2022) im Département Haut-Rhin in der Region Grand Est (bis 2015 Elsass). Sie gehört zum Arrondissement Altkirch, zum Kanton Masevaux-Niederbruck und ist Mitglied des Gemeindeverbandes Sud Alsace Largue.

## Geografie
Die Gemeinde Wolfersdorf liegt in der Burgundischen Pforte, zwischen Altkirch und Belfort. Durch das Gemeindegebiet führt der Rhein-Rhône-Kanal, der hier mit einer Kanalbrücke die Largue überquert. Der 1834 erbaute Kanaltrog ist 35 Meter lang und ruht auf vier Stützpfeilern mit gemauerten Bögen.
Die Nachbargemeinden von Wolfersdorf sind Traubach-le-Bas im Norden, Buethwiller im Nordosten, Gommersdorf im Osten, Dannemarie im Südosten, Retzwiller im Südwesten sowie Elbach im Westen.

## Geschichte
Ersterwähnung 1394 als Wulfferstorff. Die Ortsnamenendung -dorf lässt auf eine Entstehung des Ortes erst in der Zeit des frühen fränkischen, im 7. Jahrhundert einsetzenden Landesausbaues schließen. Bis 1324 gehörte der Ort zur Grafschaft Pfirt, kam dann zu Habsburg und im Westfälischen Frieden 1648 an die französische Krone.
Von 1871 bis zum Ende des Ersten Weltkrieges gehörte Wolfersdorf als Teil des Reichslandes Elsaß-Lothringen zum Deutschen Reich und war dem Kreis Altkirch im Bezirk Oberelsaß zugeordnet.

## Bevölkerungsentwicklung
| Jahr      | 1910 | 1962 | 1968 | 1975 | 1982 | 1990 | 1999 | 2007 | 2019 |
| --------- | ---- | ---- | ---- | ---- | ---- | ---- | ---- | ---- | ---- |
| Einwohner | 302  | 272  | 284  | 245  | 309  | 314  | 351  | 383  | 380  |

## Sehenswürdigkeiten
Guter Bestand an z. T. sehr alten Fachwerkhäusern. An der rue Principale zwischen der rue du Canal und dem Lenzweg zwei Häuser in altertümlicher Ständerbauweise, wobei bei Nr. 45 der vordere Teil der westlichen Traufseite (nachträglich?) in Stockwerkbauweise errichtet wurde. Traufseitiges Stubenfenster ursprünglich wohl mehrteilig.  Nr. 46 ebenfalls in Geschossbauweise von 1550 sehr altertümlich mit weitabständigem Fachwerk, hauswandhohen gekrümmten Streben. Auch Nr. 61 an der rue Principale ein alter Ständerbau mit wohl nachträglich angefügter Laube, die bei der Ständerbauweise durch Streben gestützt werden muss.  Beim traufseitig zur Straße stehenden Ständerbau Nr. 65 sind bemerkenswerterweise noch die dreiteiligen Gruppenfenster (z. T. rekonstruiert), wie sie schon in der Zeit vor dem Dreißigjährigen Krieg üblich waren, erhalten. In der rue du Moulin die alte Mühle, ein stattlicher Bau mit ungewöhnlich steilem Dach. Über dem hohen Giebel ein Krüppelwalm, darunter ein Wetterdach. Die Konstruktion der Giebelseite älter, vermutlich von 1685 (auf verschwundenem Türsturz) als die der für das 18. Jahrhundert typischen Traufseite.
Largbrücke: Bei Wolfersdorf wird die Larg in einer Kanalbrücke über den Rhein-Rhônekanal geführt.
Mit der Schleuse bei Wolfersdorf setzt die Kanaltreppe ein, die von Osten her den Anstieg zum Scheitel des Rhein-Rhônekanals bei Valdieu vermittelt.

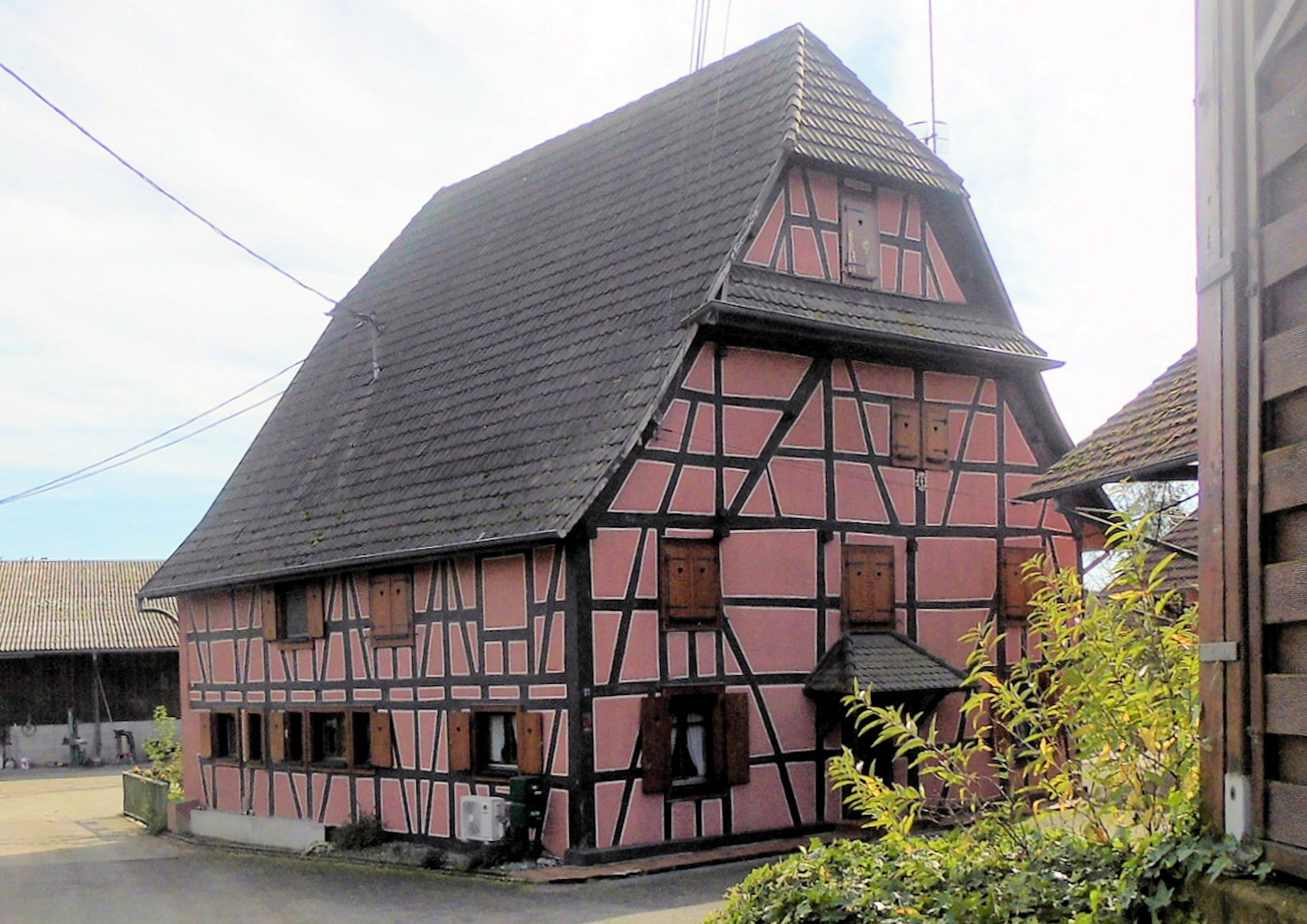
Wassermühle

|  |  |  |